# تشارلز سيدني ويندر
تشارلز سيدني ويندر (بالإنجليزية: Charles Sidney Winder)‏ هو عسكري أمريكي، ولد في 18 أكتوبر 1829 في ايستون في الولايات المتحدة، وتوفي في 9 أغسطس 1862 في مقاطعة كلبيبر في الولايات المتحدة.